# Georg Skarstedt
Per Georg Wilhelm Skarstedt, född 31 januari 1900 i Falu Kristine församling, Falun, Dalarna, död 28 december 1976 i Vällingby, var en svensk skådespelare.

## Biografi
Skarstedt filmdebuterade 1920 i Ivan Hedqvists Carolina Rediviva, och han kom att medverka i drygt 120 film- och TV-produktioner. Han komponerade även musikstycket "Lyckan flyger med vinden bort" som användes i filmen Förtrollad vandring.
Skarstedt var från 1961 gift med skådespelaren Viveka Linder (1918–1968). Han var son till tidningsmannen och politikern Waldemar Skarstedt. De är begravda på Norslunds kyrkogård i Falun.

## Filmografi i urval
- 1920 – Carolina Rediviva
- 1924 – Livet på landet
- 1930 – Norrlänningar
- 1930 – Den farliga leken
- 1932 – Landskamp
- 1932 – Lyckans gullgossar
- 1934 – Sången om den eldröda blomman
- 1935 – Bränningar
- 1935 – Äktenskapsleken
- 1936 – Alla tiders Karlsson
- 1937 – Konflikt
- 1937 – Ryska snuvan
- 1937 – Adolf Armstarke
- 1937 – Familjen Andersson
- 1938 – Du gamla du fria
- 1940 – Stål
- 1941 – Hem från Babylon
- 1942 – En trallande jänta
- 1943 – Aktören
- 1944 – Skogen är vår arvedel
- 1944 – Vi behöver varann
- 1944 – Hans officiella fästmö
- 1944 – Excellensen
- 1944 – Den osynliga muren
- 1945 – Svarta rosor
- 1945 – Rosen på Tistelön
- 1945 – Sextetten Karlsson
- 1946 – Kvinnor i väntrum
- 1946 – Jag älskar dig, argbigga
- 1946 – 91:an Karlsson. "Hela Sveriges lilla beväringsman"
- 1946 – Harald Handfaste
- 1947 – Livet i Finnskogarna
- 1947 – Maria
- 1947 – Den långa vägen
- 1947 – Ballongen
- 1947 – Här kommer vi
- 1947 – Folket i Simlångsdalen
- 1947 – Kronblom
- 1947 – Kvarterets olycksfågel
- 1948 – Ådalens poesi
- 1948 – Robinson i Roslagen
- 1948 – Lilla Märta kommer tillbaka
- 1948 – Främmande hamn
- 1948 – Lars Hård
- 1948 – På dessa skuldror
- 1948 – Synd
- 1948 – Musik i mörker
- 1948 – Hamnstad
- 1949 – Havets son
- 1949 – Lång-Lasse i Delsbo
- 1949 – Kronblom kommer till stan
- 1949 – Hin och smålänningen
- 1949 – Smeder på luffen
- 1949 – Kvinna i vitt
- 1950 – Till glädje
- 1950 – Två trappor över gården
- 1950 – Restaurant Intim
- 1950 – Flicka och hyacinter
- 1950 – Motorkavaljerer
- 1950 – Kanske en gentleman
- 1950 – Sånt händer inte här
- 1950 – När Bengt och Anders bytte hustrur
- 1950 – Regementets ros
- 1950 – Kvartetten som sprängdes
- 1950 – Den vita katten
- 1951 – Starkare än lagen
- 1951 – Greve Svensson
- 1951 – Kvinnan bakom allt
- 1952 – Kalle Karlsson från Jularbo
- 1952 – Janne Vängman i farten
- 1952 – Hon kom som en vind
- 1952 – Snurren direkt
- 1953 – Sommaren med Monika
- 1953 – Dansa min docka
- 1954 – Salka Valka
- 1954 – Herr Arnes penningar
- 1954 – Östermans testamente
- 1954 – Farlig frihet
- 1954 – Flicka utan namn
- 1955 – Paradiset
- 1955 – Ljuset från Lund
- 1955 – Stampen
- 1955 – Älskling på vågen
- 1955 – Bröderna Östermans bravader
- 1955 – 91 Karlsson rycker in
- 1955 – Friarannonsen
- 1955 – Resa i natten
- 1955 – Het är min längtan
- 1955 – Danssalongen
- 1956 – Ett kungligt äventyr
- 1956 – 7 vackra flickor
- 1956 – Flickan i frack
- 1956 – Ratataa
- 1956 – Kulla-Gulla
- 1957 – Möten i skymningen
- 1957 – Johan på Snippen tar hem spelet
- 1957 – Gårdarna runt sjön
- 1957 – Det sjunde inseglet
- 1957 – Mästerdetektiven Blomkvist lever farligt
- 1957 – 91:an Karlsson slår knock out
- 1957 – Värmlänningarna
- 1958 – Mannekäng i rött
- 1958 – Flottans överman
- 1958 – Bock i örtagård
- 1958 – Den store amatören
- 1958 – Åsa-Nisse i kronans kläder
- 1958 – Fröken April
- 1959 – Bara en kypare
- 1959 – Enslingen i blåsväder
- 1959 – Fröken Chic
- 1959 – Guldgrävarna
- 1960 – På en bänk i en park
- 1961 – Två levande och en död
- 1963 – Kurragömma
- 1963 – Den gula bilen
- 1963 – Det är hos mig han har varit
- 1964 – Henrik IV
- 1965 – Hans nåds testamente
- 1966 – Syskonbädd 1782
- 1966 – En småstad vid seklets början (TV-serie)
- 1967 – En sån strålande dag
- 1969 – Bokhandlaren som slutade bada

## Teater

### Roller
| År   | Roll                     | Produktion                                         | Regi             | Teater                   |
| ---- | ------------------------ | -------------------------------------------------- | ---------------- | ------------------------ |
| 1927 | Zimpel, gesäll           | Skräddar Wibbel Hans Müller-Schlösser              | Sigurd Wallén    | Folkteatern              |
| 1927 | Efraim Zibelius, adjunkt | Revyprimadonnan Svasse Bergqvist                   | Sigurd Wallén    | Folkteatern              |
| 1930 | Nils Törnberg, fotograf  | Krasch Erik Lindorm                                | Sigurd Wallén    | Folkteatern              |
| 1931 | Brukspatronen            | Johanson och Vestman Karl Staaf                    | Eric Malmberg    | Nya Intima teatern       |
| 1933 |                          | Den tappre soldaten Schwejk Jaroslav Hašek         | Oscar Winge      | Södra Teatern            |
| 1940 | Sluger                   | Så tuktas en argbigga William Shakespeare          | Sandro Malmquist | Oscarsteatern/ Turné     |
| 1950 | Ledsna Walter            | Tolvskillingsoperan Bertolt Brecht och Kurt Weill  | Ingmar Bergman   | Intiman                  |
| 1957 |                          | Ett huvud kortare (La tête des autres) Marcel Aymé | Erling Schroeder | Upsala-Gävle stadsteater |

### Fotnoter
1. 1 2  ”Georg Skarstedt”. Svensk Filmdatabas. http://www.sfi.se/sv/svensk-filmdatabas/Item/?type=PERSON&itemid=58660&iv=OVERVIEW. Läst 21 augusti 2012.
2. ↑  Linder, Viveka Hilda Ellen, skådespelerska, Sthlm i Vem är det / Svensk biografisk handbok / 1963 / s 655.
3. ↑  ”Teater och Musik”. Dagens Nyheter:  s. 8. 5 februari 1927. http://arkivet.dn.se/arkivet/tidning/1927-02-05/34/8. Läst 5 januari 2016.
4. ↑  ”'Skräddar Wibbel' på Folkteatern”. Dagens Nyheter:  s. 6. 6 februari 1927. http://arkivet.dn.se/arkivet/tidning/1927-02-06/35/6. Läst 31 december 2015.
5. ↑  He (6 mars 1927). ”'Revyprimadonnan' på Folkan”. Dagens Nyheter:  s. 10. http://arkivet.dn.se/tidning/1927-03-06/63/10. Läst 11 mars 2017.
6. ↑  ”Teater Musik och Film: 'Krasch' har premiär i morgon”. Dagens Nyheter:  s. 9. 9 juli 1930. http://arkivet.dn.se/arkivet/tidning/1930-07-09/182/9. Läst 2 februari 2016.
7. ↑  ”Johanson och Vestman”. Musikverket. http://calmview.musikverk.se/CalmView/Record.aspx?src=CalmView.Performance&id=PERF23214&pos=142. Läst 9 april 2016.
8. ↑  ”Södrans höstpjäs”. Dagens Nyheter:  s. 12. 24 september 1933. http://arkivet.dn.se/arkivet/tidning/1933-09-24/259/12. Läst 17 december 2015.
9. ↑  ”Så tuktas en argbigga”. Musikverket. http://calmview.musikverk.se/CalmView/Record.aspx?src=CalmView.Performance&id=PERF24682&pos=105. Läst 12 maj 2016.
10. ↑  ”Tolvskillingsoperan”. Stiftelsen Ingmar Bergman. http://ingmarbergman.se/verk/tolvskillingsoperan. Läst 15 oktober 2015.
11. ↑  ”Scenförändringar”. Dagens Nyheter:  s. 16. 30 oktober 1957. https://arkivet.dn.se/tidning/1957-10-30/296/16. Läst 29 januari 2022.